# Grøften

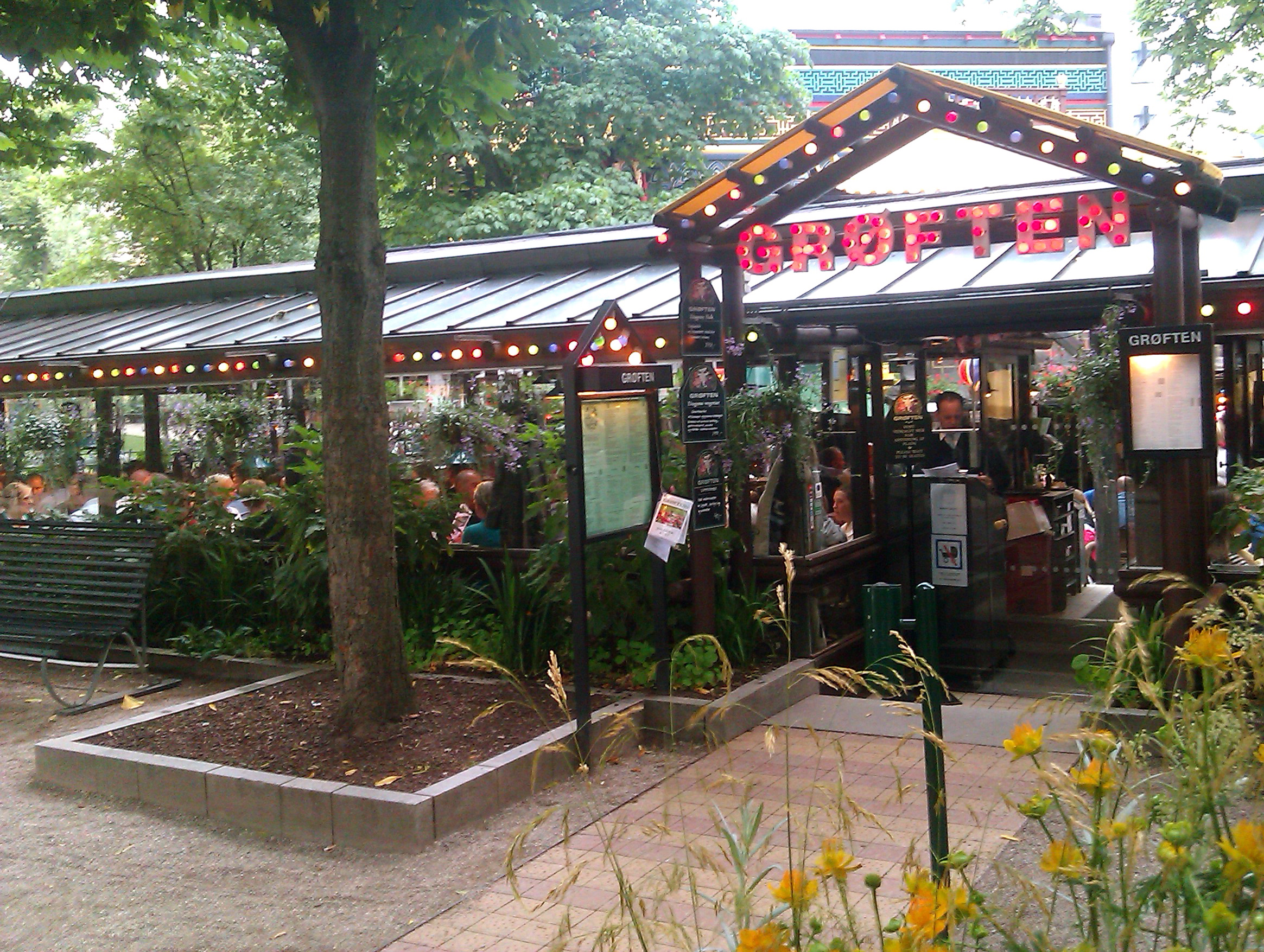
Restaurang Grøften i Tivoli

Grøften är en restaurang med traditioner, belägen i nöjesparken Tivoli i Köpenhamn på Själland.
Restaurangen öppnade 1874 under namnet Teatercafeen, men kallades ofta i folkmun Grøften. 
Grøftens kulinariska mat är bland annat skipperlabskovs, friskpillede fjordrejer samt italiensk inspirerte retter.
Grøften ger gärna bord till kända personligheter, och det danska partiet Fremskridtspartiet stiftades här 1972 av bornholmaren Mogens Glistrup.